# Sericops fasciata
Sericops fasciata är en stekelart som beskrevs av Joseph Kriechbaumer 1894. Sericops fasciata ingår i släktet Sericops och familjen gropglanssteklar.
Artens utbredningsområde är Gabon. Inga underarter finns listade i Catalogue of Life.